# Повелително наклонение
Повелителното наклонение (лат. императив) е граматическа категория, представяща глаголното действие като такова, което говорещият иска да бъде осъществено. Повелителното наклонение се използва в два вида изречения:
— Подбудителни изречения — чрез тях говорещият подтиква събеседника си или друго лице да извърши, да не извършва или да прекрати някакво действие. Примери:
Отвори вратата. Да влезе следващият! Не бързай толкова. Стига си хленчил.
Подбудителните изречения могат да изразяват заповед, молба, покана, съвет и др.
С тях може да се иска и да се дава разрешение; например изречението Нека дойде и той.
е двусмислено: Разрешете му да дойде. и Разрешаваме му да дойде.
— Желателни изречения — изразяват желание на говорещия без подбуда към събеседника:
Да бъде ден! Да живее кралят! Нека да е лято! Ех, да съмне по-скоро! Дано е сън!

Няма рязка граница между двата вида изречения. Някои изречения (например Бъдете здрави!)
са подбудителни на външен вид, но желателни по смисъл.

За разлика от други служебни думи за образуване на подбудителни и желателни изречения,
думите нека, хайде и дано могат да се употребяват и самостоятелно, тоест без глагол:
като отделни изречения (Нека!) или като част от изречение (Дано, ала едва ли.).

## Формообразуване и видове повелителни форми
В съвременния български език повелителното наклонение има прости и сложни форми.

### Прости форми
Те са само за 2 л. ед. и мн.ч. Простите форми на глаголите от I и II спрежение се образуват, като към основата на глагола за 1 л. ед.ч. сег.вр. се добави окончание ‑ѝ за ед.ч. и ‑ѐте за мн.ч., ако основата завършва на съгласна:
чета̀ — четѝ — четѐте (I спрежение);
летя̀ — летѝ — летѐте (II спрежение).
При тези глаголи ударението винаги пада върху окончанието за повелителна форма:
сѐдна — седнѝ — седнѐте (I спрежение);
чѝстя — чистѝ — чистѐте (II спрежение).
Глаголите от III спрежение образуват простите си повелителни форми съответно с окончанията ‑й в ед.ч. и с ‑йте в мн.ч.:
слу̀шам — слу̀шай — слу̀шайте (III спрежение);
отва̀рям — отва̀ряй — отва̀ряйте (III спрежение).
При тези глаголи ударението не се мести.
Основите им винаги завършват на гласна.
Глаголите от I и II спрежение, чиято основа в 1 л. ед.ч. сег.вр. завършва на гласна, образуват прости повелителни форми с окончанията ‑й в ед.ч. и с ‑йте в мн.ч.:
игра̀я — игра̀й — игра̀йте (I спрежение);
сия̀я — сия̀й — сия̀йте (I спрежение);
чу̀я — чу̀й — чу̀йте (I спрежение);
плю̀я — плю̀й — плю̀йте (I спрежение);
сѐя — сѐй — сѐйте (I спрежение);
крѝя — крѝй — крѝйте (I спрежение);
разстро̀я — разстро̀й — разстро̀йте (II спрежение);
стоя̀ — сто̀й — сто̀йте (II спрежение);
броя̀ — бро̀й — бро̀йте (II спрежение).

В този случай окончанията на повелителните форми са неударени.
Малък брой глаголи от II спрежение (завършващи на -оя̀ в 1 л. ед.ч.) могат да образуват форми за повелително наклонение по два начина (Петър Пашов):
утро̀й и утроѝ, утро̀йте и утроѐте;
постро̀й и построѝ, постро̀йте и построѐте;
издо̀й и издоѝ, издо̀йте и издоѐте.
Няколко глагола образуват повелителните си форми по особен начин:
до̀йда — ела̀, ела̀те (дойдѝ и дойдѐте се употребяват много рядко, най-вече в поезията);
да̀м — да̀й, да̀йте;
я̀м — я̀ж, я̀жте;
вѝдя — вѝж, вѝжте;
държа̀ — дръ̀ж, дръ̀жте;
вля̀за — влѐз, влѐзте;
изля̀за — излѐз, излѐзте;
сля̀за — слѐз, слѐзте.
Глаголите мога и ща нямат прости повелителни форми (за разлика от своите синоними умея и искам).
Това наблюдение е вдъхновило интересни размишления в художествената литература.

Спомагателният глагол съм образува повелително наклонение
 от варианта си бъ̀да — бъдѝ, бъдѐте.
Простите повелителни форми образуват само подбудителни, но не и желателни изречения.

Изключение: Изречения като Бъдете щастливи! са подбудителни на външен вид, но желателни по смисъл.

### Сложни (аналитични) форми
Те се образуват от формите за сегашно време, пред които се добавя да, нека, нека да, хайде да. За разлика от простите форми, сложните могат да се образуват за всички лица и числа. Следователно говорещият може да отправи подбуда към всяко лице, включително към себе си или към лице, което не участва в разговора:
      Нека дойда и аз. Да дойде и той. Нека да се сдобрим.
Изреченията в този пример са подбудителни,
но по същия начин се образуват и желателните изречения:
      Да живее Странджата! Нека слънцето свети вечно!
Желателни изречения се образуват също с помощта на дано, дано да и де да:
      Дано (да) завали дъжд по-скоро. Де да вали цял ден!
За разлика от заповедта и молбата, желанието може да се отнася за миналото:
      (Де) да бяхме се запасили с повече храна и вода.
Такива желателни изречения обикновено се отнасят за нереални ситуации,
затова глаголното време се измества назад (минало предварително вместо минало;
минало несвършено вместо сегашно):
      (Де) да имаше сега една бяла погача!
Желателни изречения в минало време се образуват само с думите да и де да.
По произход сложните повелителни форми са подчинени изречения, въведени със съюза да, с изпуснато главно изречение, в което се подразбира глагол, изразяващ желание (заповед, молба и т.н.):
      Изявително наклонение: Настоявам Иван да напише писмо.
      Повелително наклонение: Иван да напише писмо!
Употребата на сегашно вместо бъдеще време в повелително наклонение е последица от аналогичната му употреба в подчинените изречения в изявително наклонение. (Това важи за всички съюзи: Повече ще помогнеш, ако останеш тук.)
В главното изречение нормално се използва бъдеще време.
Ако например събеседникът обещае, че заповедта ще бъде изпълнена,
той ще използва бъдеще време:
      — Иван да напише писмото веднага!
      — Иван ще напише писмото веднага.
Когато говорещият иска да представи бъдещо действие като осъществено до определен бъдещ момент, той може да използва бъдеще предварително време:

      Иван ще е написал писмото до довечера.
В подчинено изречение се използва минало неопределено време:
      Искам Иван да е написал писмото до довечера.
Въз основа на това явление се построяват повелителни форми, в които глаголът след съюза да се намира в минало неопределено време:
      Иван да е написал писмото до довечера!
За тези форми не е характерна замяната на да с нека и нека да, тъй като изразяват по-силна заповед от формите със сегашно време.

### Отрицателни повелителни форми
Отрицателни форми на повелителното наклонение за 2 л. ед. и мн.ч. се образуват по следните начини:
- С отрицателната частица не плюс простата повелителна форма.
Пример: Не кради!
- С думата недей(те), последвана от съюза да и от формата на глагола за 2 л. сег.вр.
Примери: Недей да говориш повече! Недейте да викате!
- С някоя от думите недей(те) или стига, последвана от съкратения инфинитив на глагола; тази форма съвпада с формата за 2 л. ед.ч. мин.св.вр., но по смисъл изобщо не се отнася до миналото. Понеже думата стига няма форма за мн.ч., изменя се пълнозначният глагол (2 л. мн.ч. мин.св.вр.).
Примери: Недей(те) търпя този произвол! Недей(те) му казва! Стига плака(хте)!
Този начин се схваща като леко архаичен, но все още е напълно разбираем и се употребява от време на време.

Описаните отрицателни форми образуват само подбудителни изречения.
Безглаголни подбудителни и желателни изречения могат да се образуват с думата стига:
      Подбудително изречение: Стига плач! = Стига плака!
      Желателно изречение: Стига толкова зима!
Отрицателни форми на повелителното наклонение за всички лица и числа се образуват по следните начини:
- Пред формата на глагола за сегашно време се добавят думите да не, нека не или нека да не.
Подбудителни изречения: Да не идваш повече! Нека не идва! Нека да не идваме!
Желателно изречение: Нека никога не свършва радостта ви!
- С думата стига, последвана от формата за минало неопределено време.
Подбудителни изречения: Стига си пял(а)! Стига сте играли! Стига съм спал(а)! Стига са чели!
Желателно изречение: Стига е валяло!

Желателни изречения се образуват още с изразите дано не, дано да не и де да не,
последвани от глагол в сегашно време:
      Дано (да) не забрави! Де да не вали още час-два!
Само след изразите да не и де да не глаголът може да бъде
в минало несвършено или в минало предварително време. Такива желателни изречения
означават неосъществено желание съответно в настоящето или в миналото:
      (Де) да не печеше толкова силно слънцето днес!
      (Де) да не бяхме изяли цялата баница вчера!
Глаголите от свършен вид нормално не образуват отрицателни повелителни форми. Не може да се каже не седни, не разкажи, не премести. Тоест казва се седни, но не сядай. Отрицателните повелителни форми на глаголите от свършен вид се употребяват рядко, като тази употреба е модална: тя означава заплаха, строго или иронично предупреждение към слушателя и всъщност го подканва да извърши указаното действие (въпреки отрицателната форма).
Пример: Ти не седни да учиш, пък се надявай да си вземеш изпита!
Това всъщност е подкана към слушателя да седне да учи, защото иначе няма надежда да си вземе изпита.

## Частици за подсилване
Частици за подсилване на повелителни форми: де, че, хайде, я, бе, бре, мари, хич и др.
      Седни де! Хайде млъкни! Че вземи си! Я да слушаш! Хич да го не срещаме!
С тези частици могат да се подсилват и безглаголни изречения:
      По-бързо де!

## Сила на повелителните формипри подбудителните изречения
При равни други условия (интонация, речева ситуация и т.н.) силата на повелителните форми зависи от начина на образуване. Формите с нека (да) са по-слабо повелителни, те изразяват предимно молба, напр. Нека да дойда и аз.

### Сила на положителните повелителни форми
Силата на положителните повелителни форми нараства в следния ред:
- Най-обикновени, затова най-неутрални са простите форми:
      До утре поправи велосипеда.
- Сложните форми със сегашно време са по-силни:
      До утре да поправиш велосипеда!
- Най-силни са сложните форми с минало неопределено време:
      До утре да си поправил велосипеда!

Още по-силни са някои форми в изявително наклонение, употребено модално:
- Формите в бъдеще време изразяват категорична заповед:
      Ще отидеш при тях и ще си признаеш всичко!
- Заповедта е още по-силна (представена като изискваща незабавно изпълнение), когато е формулирана в сегашно време:
      Отиваш при тях и си признаваш всичко!

Ако е указан краен срок, може да се използва съответно
бъдеще предварително или минало неопределено време
(До утре (ще) си поправил велосипеда!),
но това се прави рядко, тъй като е двусмислено
(може да изразява предположение, а не заповед)
и се възприема като смекчаване на заповедта.
Много изразителни са заповедите във вид на безглаголни изречения:
      Смело! Напред! Вън! Горе ръцете! Тишина! Тихо! Огън! Марш! Бегом!
Обратно, смекчаване на изказа, деликатност, молба и напомняне се изразява,
като глаголната форма след да се постави в минало предварително време:
      Да бяхме хапнали нещо. Да беше му помогнал малко.
Тези форми могат да се разглеждат като подчинени изречения,
изразяващи желание относно миналото:
      Да беше ме поканил. = Иска ми се да ме беше поканил.
Затова в тях думата да не може да се замени с нека.
По начин на образуване тези изречения приличат на желателни,
но са подбудителни, когато се отнасят за настоящето, не за миналото.
Например изречението Да беше ме поканил. е подбудително
(означава Покани ме.), ако говорещият стои пред дома на събеседника си;
но то е желателно, ако се отнася за празненство, проведено от събеседника завчера.

### Сила на отрицателните повелителни форми
Силата на отрицателните повелителни форми нараства в същия ред, както при положителните:
- Най-обикновени, затова най-неутрални са простите форми:
      Недей да пипаш уредите.
      Не пипай уредите.
Формите с недей(те) са по-слаби.
- Сложните форми със сегашно време са по-силни:
      Да не пипаш уредите!
- Най-силни са сложните форми с минало неопределено време:
      Да не си пипнал уредите!

Първите два типа се образуват с глаголи от несвършен вид (пипам),
а третият тип форми — с глаголи от свършен вид (пипна).
При втория тип форми се допускат и глаголи от свършен вид:
Да не пипнеш уредите! Така забраната става по-строга
(като в третия тип форми): опасно е дори едно докосване до уредите!
Миналото неопределено време тук служи само за усилване на забраната, без да се предполага (и без да е възможен) някакъв бъдещ момент.
И тук е възможна модалната употреба на изявителното наклонение
(за целта се използват глаголи от несвършен вид):
- Бъдеще време: Няма да пипаш уредите!
- Сегашно време: Не пипаш уредите!

За разлика от положителните форми, тук модалната употреба на изявителното наклонение е двусмислена (може да изразява констатация, прогноза или надежда вместо заповед), поради което се избягва. По същата причина практически не се използва в модален смисъл изявителното наклонение на бъдеще предварително и минало неопределено време.
Така забраната е най-силна при отрицателните повелителни форми с минало неопределено време:
      Да не си посмял да дойдеш пак!
Тези форми изразяват категорична забрана към събеседника или към трето лице дори когато глаголната форма е в първо лице:
      Да не съм те (ви/го/я/ги) видял повече тук!

## Безглаголни желателни изречения
Желателните изречения се различават по сила подобно на подбудителните,
но за разлика от тях не притежават толкова разнообразни форми
и силата им не се определя от глаголната форма.
Съществуват и безглаголни желателни изречения:
Добър ден! Честита Нова година! Здраве и късмет!

Едно и също безглаголно изречение в зависимост от интонацията може да се възприеме като:
— Желателно: Много успехи! = Пожелавам ти много успехи!
— Възклицателно: Много успехи! = Ти си постигнал(а) толкова много успехи!
— Съобщително: Много успехи., напр. в отговор на въпроса Какво постигна през миналата година?
— Въпросително: Много успехи?, например като израз на съмнение.

## Обобщено-лично значение
Простите форми на повелителното наклонение имат и обобщено-лична употреба — формата за ед.ч. може да означава не конкретен адресат (което е обикновената употреба), а който и да било, всички.
Пример (от Елин Пелин):
— Няма що — такъв е светът! Такъв е светът — без сърце...
Може тъй да е по-хубаво — продължи бавно Свилен. —
Любѝ тогова, вземѝ оногова, па си живей... Стига да ти е добре.

## Преизказване на повелителното наклонение
Само сложните форми на повелителното наклонение могат да се преизказват.
Това става по правилата за преизказване еднакво за подбудителните и желателните изречения:
      Иван да напише отчет по-скоро! — Иван да напишел отчет по-скоро!
      Иван да е написал отчет до довечера! — Иван да бил написал отчет до довечера!
      Нека слънцето свети вечно! — Нека слънцето светело вечно!
По общите правила се преизказват и глаголни желателни изречения за неосъществено желание:
      Де да имаше малко сянка... — Де да имало малко сянка...

Традиционно се приема, че простите форми на повелителното наклонение не могат да се преизказват.
Под това всъщност се разбира, че в тези случаи почти не се използват преизказни форми;
предпочита се изявителното наклонение. Пряката реч се превръща в непряка,
като 2 л. се заменя с 3 л. при запазване на числото, а обръщението, ако има такова,
се превръща в непряко допълнение в главното изречение.
Пример:
— Пряка реч: Иван заповяда: „Петре, напиши писмо!“
— Непряка реч: Иван заповяда на Петър да напише писмо.

Не се преизказват безглаголните изречения, модалните форми на изявителното наклонение и лъжепреизказните желателни форми.

## Лъжепреизказни желателни форми
Някои глаголни форми, имащи вид на преизказно наклонение, всъщност са желателни,
поради което е по-логично да се класифицират като повелително наклонение:
      Убил те бог! = Да те убие бог!
      Дявол го взел! = Дявол да го вземе!

Връзката с преизказното наклонение се обуславя от една негова модална употреба —
изненада от внезапно установен факт: Я, Иван можел да чете по японски!
Емоционални изрази като Убил те бог! са породени от внезапно раздразнение,
което кара говорещия да пожелае сбъдването на проклятието толкова силно,
че го представя като вече осъществено (сякаш го вижда в действителност).
Споделянето на значения между няколко наклонения е възможно поради това,
че съответните глаголни форми имат общ произход — от старобългарския конюнктив.

## Пунктуация
В края на подбудителни и желателни изречения се пише:
- точка — ако са завършени и са изказани спокойно;
- удивителна — ако са завършени и са изказани енергично;
- многоточие — ако са незавършени и са изказани спокойно;
- удивителна и многоточие (в произволен ред) — ако са незавършени и са изказани енергично.